# Polumjesec
 Ovo je glavno značenje pojma Polumjesec. Za druga značenja pogledajte Mjesečeve mijene.
U umjetnosti i simbolizmu, polumjesec je naziv za oblik koji nastaje kada se iz kruga isječe manji krug na način da ostatak bude oblik omeđen dvama lukovima različitih promjera. 
Polumjesec, u astronomiji, obično označava prvu ili treću četvrt. 
Oblik polumjeseca je najčešće vrlo sličan srpu. Danas se obično smatra simbolom (☪) islama, iako se također može naći u neislamskim kulturama, pa čak i u kršćanstvu. Djevica Marija, u katoličkoj tradiciji, često stoji na polumjesecu. Ovaj oblik prezentacije seže do teksta u Otkrivenju Ivanovu kako je opisano:
Tada se veliki znak pojavio na nebu: žena odjevena suncem, mjesec je bio pod nogama i vijenac od dvanaest zvijezda na glavi.
U ovom obrascu Marija je također poznata kao "Kraljica neba" (latinski Regina Coeli).
U smislu religije, polumjesec (☾) je simbol islama, koji se još prikazuje sa zvijezdom (★ - Unicode U +2605), a pojavljuje se na nekim zastavama Azije i Sjeverne Afrike, kao znak islamskog naroda (jedino, u nekim zastavama to i ne mora označavati, jer, npr. u Singapuru, zapravo, postoji malo muslimana, oko 15% populacije), a rabi se i za ostale simbole, kao što je znak Crvenog polumjeseca, naspram Crvenom križu. Taj simbol postoji i u hinduističkoj ikonografiji, kao Deva Višnu. Polumjesec je postao simbol psihičke vjere u sunitski islam nakon sukoba s kršćanskom Europom.

## Poveznice
- Polumjesec i zvijezda